# Ursula Vones-Liebenstein
Ursula Vones-Liebenstein (* 19. November 1947 in München) ist eine deutsche Historikerin und Übersetzerin.
Sie wurde nach einem Studium der Geschichtswissenschaft 1992 an der Universität zu Köln promoviert. Danach war sie Mitarbeiterin des Hugo von Sankt Viktor-Instituts für Quellenkunde des Mittelalters an der Philosophisch-Theologischen Hochschule Sankt Georgen in Frankfurt am Main. Sie hat zu ihrem Forschungsschwerpunkt mittelalterliches Klosterwesen zahlreiche Veröffentlichungen und Übersetzungen aus dem Französischen veröffentlicht.

## Schriften (Auswahl)
- Saint-Ruf und Spanien. Studien zur Verbreitung und zum Wirken der Regularkanoniker von Saint-Ruf in Avignon auf der Iberischen Halbinsel (11. und 12. Jahrhundert) (= Bibliotheca Victorina. Bd. 6). 2 Bde. Brepols, Paris 1996.[3]
- Eleonore von Aquitanien. Herrscherin zwischen zwei Reichen (= Persönlichkeit und Geschichte. Bd. 160/161), Muster-Schmidt, Göttingen/Zürich 2000.[4]
- (Übersetzerin): Michael Grant: Die Welt des frühen Mittelalters. Thorbecke, Ostfildern 2003.
- (Übersetzerin): Christian Delacampagne: Die Geschichte des Rassismus. Geschichte und Mythos. Artemis und Winkler Verlag, Düsseldorf 2005.
- (Übersetzerin): David Stevenson: 1914–1918. Der Erste Weltkrieg. Artemis und Winkler Verlag, Düsseldorf 2006.
- Saint-Victor in Paris. Vom Königskloster zur Kongregation. Augustiner-Chorherren-Verlag, Paring 2007.
- (Übersetzerin): Das Mittelalter. Ungekürzte Lesung. Erklärt von Jacques Le Goff, Matthias Brandt. Es fragen: Naima Brandt, Dana Moch, Patmos, Düsseldorf 2009.
- mit Monika Seifert (Hrsg.): Necrologium abbatiae Sancti Victoris Parisiensis (= Corpus Victorinum. Opera ad fidem codicum recollecta. Bd. 1). Aschendorff, Münster 2012.